# Jiří Paroubek
Jiří Paroubek, född 21 augusti 1952 i Olomouc, är en tjeckisk politiker. Han var Tjeckiens premiärminister mellan den 25 april 2005 och 16 augusti 2006.
Paroubek ledde socialdemokraterna 2006–2010 och representerar partiet i deputeradekammaren sedan 2006. Innan han utnämndes till premiärminister var han minister för regional utveckling i Stanislav Gross regering 2004–2005.